# 黑糖瑪奇朵
《黑糖瑪奇朵》，是一部2007年由Channel V、星空傳媒旗下團體Lollipop棒棒堂（後分拆為JPM和Lollipop@F）和黑澀會美眉（九妞妞）首次合作主演的台灣青春校園偶像劇，是「黑糖系列」的劇集之一。特別的是，編劇為十五位藝人在現實生活中的個性特質編寫劇本，劇中的角色名字直接以演員的藝名命名，強調本色出演。該劇以漫畫式的拍攝手法呈現，導演要求畫面有多種不同的特殊拍攝手法，因此，《黑糖瑪奇朵》比一般戲劇來的花時間，於2007年5月1日開機拍攝，並在2007年9月4日殺青。
在2007年7月中於民視無線台和同屬星空傳媒的衛視中文台正式上檔，趕及暑假檔期並於2007年10月7日播放完畢。該劇是以「邊拍邊播」形式，所以在7月上檔前曾傳出庫存不達五集。因Lollipop棒棒堂、黑澀會美眉（九妞妞）行程緊密、檔期難以遷就，影響拍攝進度，曾出現把導演王明台氣跑事件，後導演指出主因由自身身體緣固為怕耽誤上檔時間，他乾脆請辭，最終仍舊能準時上檔。按 AGB尼爾森 調查收視，首集收視為1.58，第十三集的收視為1.07。黑糖玛奇朵曾经是风靡国内外的台湾偶像剧
另外，該劇不時請來Channel V的相關人員客串，例如：Channel V頻道總監及本劇監製張世明（Andy哥）、模范棒棒堂的底迪Monkey、小馬和李銓等。

## 劇情大綱
敖犬（敖犬 飾）、王子（王子 飾）、小煜（小煜 飾）、小傑（小 飾）、威廉（威廉 飾）和阿緯（阿緯 飾）六位是同父異母的兄弟。他們父親的秘書Akemi （Akemi 飾）把互不相識、自以為是獨生子的六兄弟帶至律師（李興文飾）該處，告訴他們是六兄弟。他們需要相親相愛相處一年並遵守合約便能承繼一百億財產。在合約書內有多條規條。如：「門禁」令，需在晚上十二時前回家；不准退學；睡前互相擁抱；不准在圖書館內打架；不准前往室；所有考試必需及格等等，否則不能繼承一百億財產。
他們最初互不相識，因接受不了這段關係而發生爭執。小煜選擇離開，表示不想讓錢污辱他的音樂才華，但律師提醒他們只要有一個人退便是銷約。為了一百億，則其餘兄弟上前阻止。簽完合約後，他們必須住在同一棟房子裡相處，而且還被分配到由管家丫頭（丫頭飾）照顧。本來六人相當排斥對方，但經過長時間的朝夕相處之下感情日漸融洽。
在衛興高中，六兄弟遇上強悍霸道的十姊妹（黑澀會美眉 (九妞妞) 和Le tea girls 可恩飾），互爭班級領導權。他們由初期的鬥氣冤家到被此互相吸引，敖犬與大牙（周宜霈 (大牙) 飾）的日久生情、王子與鬼鬼（鬼鬼 飾）談著可愛的戀情、小煜與小薰（小薰 飾）的音樂才子才女配對、小傑與筱婕（甯兒 飾）名字分不清的巧合、威廉與容嘉（容嘉 飾）的姊弟戀、阿緯與丫頭搞笑組合和小馬（小馬飾）與彤彤（貝童彤飾）童話般的戀情，激盪出複雜的感情火花，更在大家的凝聚下成為團結的二年六班。

## 角色介紹

### 六兄弟
| 演員   | 角色          | 關係/暱稱 | 香港TVB版本配音員 |
| 敖犬   | 李敖全 (敖犬) | 家中排行老大、暴走族、班長 與王子同住一個房間。 低IQ低EQ，卻擁有極高的AQ（「逆境商數」面對逆境時的處理能力），個性自大，容易心軟，常常自稱:老子，本大爺等等的綽號，騎重型摩托車，單純率直，熱血正義，衝動和率直，一生氣就想打架，不易認輸，個性較急躁 對挫折的忍受力極高 充滿男人的汗臭味 （王子稱其為狗臭味） 與彤彤之間，從一開始的對峙、衝突、領導罷免，到最後彼此認同。粗線條的他 ，看出彤彤好強卻寂寞的性格，和大牙一起解決了彤彤跟MeiMei之間的誤會 | 李致林            |
| 邱勝翊 | 唐玉浩 (王子) | 家中排行老二、賽車高手（跑車） 與敖犬同住一個房間。 外型俊秀，具有貴族氣質，開跑車，技術一流。 性格冷傲沉穩、沉默頭腦聰明，處事態度內斂，有一雙能洞察一切的眼睛 ，但是對於愛情卻是一個傻瓜 美食專家，隨手就可以做出令人讚歎的美食 過份的潔癖，不論視覺、嗅覺、觸覺 話比較少，但提到鬼鬼，卻有說不完的話，後與鬼鬼談著可愛的戀情。 曾經欣賞小薰 | 曹啟謙            |
| 楊奇煜 | 郭庭煜 (小煜) | 家中排行老三、熱情吉他手 與阿緯同住一個房間。 吉他手、樂團主唱 喜歡音樂、擅彈吉他、寫歌、在校外有自己的Band 性格有點悶騷，假正經，喜歡以負面態度來表達贊同。例如心裡明明同意某件事，卻說:「隨便啊，你們喜歡就好.....」看起來不太爽的樣子。 經紀人是MeiMei，被MeiMei暗戀。 口頭禪是：「我是個喜歡音樂的吉他手，在我生命中，只重視才華兩個字，我絕對不會讓金錢扼殺我的才華。」                                                                             | 黃啟昌            |
| 廖允   | 劉子傑 (小傑) | 家中排行老四、直排輪高手 與威廉同住一個房間 擅長溜直排輪和喜歡打電動。 拘謹，凡事認真、個性非常溫柔，很會為別人著想 第五集的直排輪比賽中代替總是跌倒的筱婕參加，卻發生意外，導致失去記憶，後在第六集靠鬼鬼的惡作劇漸漸恢復記憶。 第一個發現大牙跟敖犬交往 曾喜歡丫頭，但在第13集被筱婕告白，放棄丫頭。 | 黃榮璋            |
| 廖威廉 | 蔣立民 (威廉) | 家中排行老五、越野單車高手 與小傑同住一個房間 擅長踏腳踏車，為腳踏車起名茱麗葉 標準的陽光少年，全心相信世界美好，人心善良，單純天真。 性格單純、開朗，快樂。 喜歡勸架，當和事佬，卻起不了關鍵作用。 對容嘉一見鍾情，向容嘉求婚。 | 梁偉德            |
| 阿緯   | 姚明緯 (阿緯) | 家中排行老么、街舞達人 與小煜同住一個房間 個性樂天、開朗、搞笑 個子不高，行動力卻非常旺盛 。 凡事不考慮後果的衝動狂 常常會為了跟小傑爭丫頭而吵架 | 伍博民            |

### 十姊妹
| 演員   | 角色            | 關係/暱稱 | 香港TVB版本配音員 |
| 貝童彤 | 梁鈺彤 (彤彤)   | 十姊妹的大姊、二年六班前任班長 自我要求高，個性好強，容易寂寞，是班上女生的精神領袖。 因MeiMei誤會自己上賓館從事援交而被六兄弟罷免班長一職，和MeiMei關係決裂，曾一度要轉學，後來在大家的關心墾求下感動而與大家恢復友誼並放棄轉學。 具正義感，不畏惡勢力，個性直爽，有話直說，絕不拖泥帶水，作風強悍，身手不凡，外型冷傲，內心卻跟一般女孩沒什麼兩樣，隱藏著一顆嬌弱的心。 與MeiMei的關係較好。                                                             | 鄭麗麗            |
| 周宜霈 | 羅莉凱 (大牙)   | 十姊妹的一份子 很酷，大而化之的個性幾乎像個男生，其實心思細膩，內在溫柔，屬於比較練、俐落和成熟的女生。 重視公平，充滿正義感，空手道黑帶，是班上女生的精神領袖。 從小和Apple一起長大，習慣保護Apple，兩人的關係是建立在依賴與習慣上。在跟敖犬談戀愛 | 黃玉娟            |
| 吳映潔 | 林惠琪 (鬼鬼)   | 十姊妹的一份子 調皮搗蛋。鬼靈精怪，以整人為樂。 在班上跟大牙、彤彤一樣，是女孩們的意見領袖。 偷偷喜歡著有貴族氣質的王子，卻用非常奇特、怪異、幼稚的方式追求王子。 第一個發現丫頭是六兄弟管家的人，為了幫彤彤出氣，惡整眾人，唯獨遺漏王子，只是一直不敢公開感情。 有一種怪，卻非常的可愛，像是會偷跑到喜歡的男生家裡翻冰箱、翻垃圾，去揣想他是個什麼樣的人。 曾因不懂英文誤以為自己罹患癌症，後證實是睪丸癌，但全程只是烏龍一場，其實沒有罹患癌症、睪丸癌。 | 曾佩儀            |
| 小薰   | 安柏薰 (小薰)   | 十姊妹的一份子 聰明絕頂，智商200。 個性異常冷漠，老是抱著沒人知道的什麼艱深書籍。但最終因小煜而漸漸從冷漠的冰山融化成與人親近的開朗女孩，且接受小煜。 有音樂天分，鋼琴彈的一級棒。 外型出色，追求者眾，有許多暗戀她的人，結果都被毫不留情地拒絕。 曾經被王子欣賞 | 張頌欣            |
| MeiMei | 謝倩妮 (MeiMei) | 十姊妹的一份子 性格迷糊天真，與彤彤共同擺地攤維生。 崇拜彤彤，凡事以彤彤的決定為執行目標，但卻因彤彤開始離開她並放任她自己一個人擺地攤而與彤彤發生誤會致使關係決裂，後在大牙和敖犬與大家的幫助下與彤彤和好如初。 暗戀小煜，擔任小煜的經紀人。 與彤彤的關係較好。 | 林元春            |
| 張甯兒 | 周筱婕 (筱婕)   | 十姊妹的一份子 迷迷糊糊，忘東忘西，天生不具平衡感，習慣性跌倒，撞到人，經常跟人道歉。 因小傑筱婕的同音異字，在兩人猜來猜去的過程中，發生許多有趣的事情 暗戀小傑。 | 陸惠玲            |
| 詹子晴 | 洪亞庭 (丫頭)   | 六兄弟的管家、十姊妹的一份子 個性天真善良，總是設身處地的為人著想，忠心不二。 個性過度拼命，有點勞碌命，也過度擔憂，像是媽媽一樣囉唆。 不管任何家用品，都可以隨時變出來，但沒人知道他是從哪拿出來的。 曾經被小傑喜歡 母親為六兄弟父親的初戀情人。 | 何璐怡            |
| Apple  | 吳悅蘋 (Apple)  | 十姊妹的一份子 家境小康，卻是個超級拜金女。 表面上光鮮亮麗，實際上卻是卡奴，背負上百萬的債務。 與大牙從小就是死黨。 | 曾秀清            |
| 小蠻   | 王欣豫 (小蠻)   | 十姊妹的一份子 熱愛算命、星座、血型剖析，與塔羅牌分析。專攻塔羅占卜，能準確算出他人的事情問題。 | 梁少霞            |
| 可恩   | 可恩            | 十姊妹的一份子 個性善良保守，處事態度中規中矩。較少戲份，少出現十姊妹的聚會。 | 沈小蘭            |
| 容嘉   | 容嘉            | MeiMei表姐 晚上兼職車廠工作。 雖非十姊妹一份子，但與十姊妹關係很好。 外表和個性有很大的差異，態度很man，表現也很灑脫，經常男性或中性打扮。 外冷內熱，對感情的態度十分嚴謹，男女交往必須以結婚為前提。 因修車而與王子成為好哥們，但心中對王子有好感。 後被威廉的追求行為感動，接受威廉。 | 陳凱婷            |

### 特別演出
| 演員   | 角色 | 集數            |
| ------ | --- | --------------- |
| 小馬   | 小馬，彤彤男友。因替律師父親破壞那六兄弟的合約，成了二年六班的插班生，最後因不願再繼續做壞事而背棄父親，回美國同母親會合 | 第8-12集        |
| 李銓   | 李銓，在第四集為小煜比賽時前一個樂團的鼓手，二年六班的插班生                                                             | 第4、8-12集     |
| Monkey | 送信給小煜Be Cool樂團的快遞男                                                                                            | 第3集           |
| 小香   | 體育老師、直排輪比賽主播                                                                                                 | 第5、9集        |
| Akemi  | 費老爺的秘書 | 第1集           |
| 納豆   | 納豆老師，二年六班班導師                                                                                                 | 全劇            |
| 李俊翰 | 俊翰 | 全劇            |
| 彭旭維 | 旭風 | 全劇            |
| 顏丞澔 | 顏帥 | 全劇            |
| 安東尼 | 安東尼 | 全劇            |
| 林立   | 彤彤的舅舅 | 第2-3集         |
| 李蒨蓉 | Miranda老師，曾奉命協助惡整、破壞六兄弟的合約，出困難英文考題，後在師生們多次求情後決定不再做昧著良心的事情              | 第4-8集         |
| 郭子乾 | 費老爺，花心、風流、揮霍的藝術家，六兄弟的親生父親                                                                       | 第1、13集       |
| 李興文 | 費老爺的律師(臥底)，小馬的親生父親                                                                                       | 第1、5、8、12集 |
| 張世明 | 解救六兄弟的校工、費老爺的私人特助                                                                                       | 第2、3、8集     |
| 林美照 | 丫頭失散已久的母親，費老爺的初戀情人                                                                                     | 第13集          |
| 苗可麗 | 衛興高中校長 | 第1、8-9集      |
| 吳克群 | 小煜的偶像 | 第4集           |
| 林又立 | 小甜甜，小傑失憶時，費老爺派去照顧小傑的看護。但也會幫丫頭清潔家居，六兄弟都很喜歡她                                     | 第5-7集         |

## 角色感情關係

### 六兄弟
| 角色 | 他喜歡誰   | 被誰喜歡                   | 結局時交往對象 |
| ---- | ---------- | -------------------------- | -------------- |
| 敖犬 | 大牙       | 大牙                       | 大牙           |
| 王子 | 鬼鬼、小薰 | 容嘉和鬼鬼                 | 鬼鬼           |
| 小煜 | 小薰       | MeiMei和小薰（後期被感動） | 小薰           |
| 小傑 | 丫頭和筱婕 | 筱婕                       | 筱婕           |
| 威廉 | 容嘉       | 容嘉                       | 容嘉           |
| 阿緯 | ㄚ頭       | ㄚ頭                       | ㄚ頭           |

### 十姊妹
| 角色   | 她喜歡誰 | 被誰喜歡   | 結局時交往對象 |
| ------ | -------- | ---------- | -------------- |
| 大牙   | 敖犬     | 敖犬       | 敖犬           |
| 彤彤   | 小馬     | 小馬       | /              |
| Apple  | /        | /          | /              |
| 鬼鬼   | 王子     | 王子       | 王子           |
| 小薰   | 小煜     | 小煜       | 小煜           |
| ㄚ頭   | 阿緯     | 小傑和阿緯 | 阿緯           |
| MeiMei | 小煜     | /          | /              |
| 筱婕   | 小傑     | 小傑       | 小傑           |
| 小蠻   | /        | /          | /              |
| 可恩   | /        | /          | /              |
| 容嘉   | 王子     | 威廉       | 威廉           |

### 其他角色
| 角色        | 他喜歡誰    | 被誰喜歡 | 結局時交往對象 |
| ----------- | ----------- | -------- | -------------- |
| 小馬        | 彤彤        | 彤彤     | /              |
| 李銓        | /           | /        | /              |
| 顏帥        | /           | /        | /              |
| 俊翰        | /           | /        | /              |
| 旭風        | /           | /        | /              |
| 安東尼      | /           | /        | /              |
| 納豆        | Miranda老師 | /        | Miranda老師    |
| Miranda老師 | /           | 納豆     | 納豆           |

## 劇集名稱由來
「黑糖瑪奇朵」是一種瑪奇朵咖啡，配上黑糖，再加上一層的奶油。真正的「焦糖瑪奇朵」（Caramel Macchiato）使用的是焦糖，而劇中是使用黑糖製作。因此在劇中這杯咖啡被命名為「黑糖瑪奇朵」。在每一個早上，是由管家丫頭為六兄弟泡製這杯瑪奇朵，溫暖六兄弟的心靈。黑糖瑪奇朵的「黑」字代表黑澀會美眉，而「糖」跟「堂」一樣發音代表Lollipop棒棒堂。

## 劇情修改
而在小說中和劇照的花絮中更有六兄弟和十姊妹在劇中的本名，如敖犬叫李敖全。另一改變是原本敖犬在劇中喜歡的人是貝童彤（彤彤），但後來劇情改成喜歡大牙。值得一提的是，因黑糖瑪奇朵是以「邊拍邊播」形式，王子在劇中會喜歡鬼鬼、欣賞小薰、和被容嘉暗戀，他在模范棒棒堂宣傳該劇時透露，連他自己都不知道最後會跟誰一起。
劇中管家的角色曾經出現分歧點，由原本設定是六兄弟管家的丫頭要換成MeiMei，但是經過該劇導演力挺才又換回來丫頭。

## 黑糖瑪奇朵偶像劇原聲帶
《黑糖瑪奇朵偶像劇原聲帶》在2007年8月31日發行，由科藝百代的Capitol唱片發行。
- 原聲帶內包含一隻CD及DVD，歌曲均為Lollipop棒棒堂及黑澀會美眉-九妞妞主唱。

- DVD內，含黑糖攻略、黑糖瑪奇朵偶像劇的一天、黑糖interview、暗黑瑪奇朵及三首音樂錄影帶。並附送攻略手冊及十六張寫真隨身卡（演員介紹及貼紙）[4]。

- 原聲帶收錄了五首歌曲及插曲十首：
  - 1.Intro - 黑糖變奏（配樂）Brown Sugar Variation
  - 2.黑糖秀（黑澀會美眉和Lollipop棒棒堂合唱）Brown Sugar PK Show
  - 3.苦茶七分甜（配樂）Bitter Sweet Guitar
  - 4.微酸協奏曲（配樂）Concerto Of Macchiato
  - 5.愛情瑪奇朵（Lollipop棒棒堂）Love Macchiato
  - 6.水晶瑪奇朵（配樂）Crystal Macchiato
  - 7.黑糖放電（配樂）Charm Of Brown Sugar
  - 8.Hello愛情風（黑澀會美眉）Hello Breeze Of Love
  - 9.晶凍苦茶（配樂）Crystal Tea
  - 10.搖滾吧！愛情（配樂）Rockn' Love
  - 11.暴走豬頭（配樂）Crazy Love Bozo
  - 12.大豬頭（Lollipop棒棒堂）Love Bozo
  - 13.甘草豬頭（配樂）Comic Bozo
  - 14.瑪奇朵奏嗚曲（配樂）Macchiato Sonata
  - 15.苦茶（黑澀會美眉和Lollipop棒棒堂合唱）Bitter Sweet

## 收視率
| 播映日期      | 集數   | 收視率 | 收視排名 |
| ------------- | ------ | ------ | -------- |
| 2007年7月15日 | 第1集  | 1.58   | 4        |
| 2007年7月22日 | 第2集  | 1.59   | 3        |
| 2007年7月29日 | 第3集  | 1.65   | 3        |
| 2007年8月5日  | 第4集  | 1.57   | 4        |
| 2007年8月12日 | 第5集  | 1.61   | 3        |
| 2007年8月19日 | 第6集  | 1.97   | 3        |
| 2007年8月26日 | 第7集  | 1.79   | 3        |
| 2007年9月2日  | 第8集  | 1.39   | 4        |
| 2007年9月9日  | 第9集  | 1.38   | 4        |
| 2007年9月16日 | 第10集 | 1.06   | 4        |
| 2007年9月23日 | 第11集 | 1.15   | 4        |
| 2007年9月30日 | 第12集 | 1.14   | 4        |
| 2007年10月7日 | 第13集 | 1.07   | 4        |
| 平均收視      | -      | 1.46   | -        |

## 作品的變遷
| 台灣民視電視公司 週日劇場 | 台灣民視電視公司 週日劇場                | 台灣民視電視公司 週日劇場 |
| ------------------------- | ---------------------------------------- | ------------------------- |
|                           | 黑糖瑪奇朵 （2007.07.15 - 2007.10.07）   |                           |
| -                         | 愛情兩好三壞 （2007.10.14 - 2008.01.06） |                           |

| 台灣衛視中文台 週六劇場 | 台灣衛視中文台 週六劇場                  | 台灣衛視中文台 週六劇場 |
| ----------------------- | ---------------------------------------- | ----------------------- |
|                         | 黑糖瑪奇朵 （2007.07.21 - 2007.10.13）   |                         |
| -                       | 愛情兩好三壞 （2007.10.20 - 2008.01.12） |                         |

| 台灣FOX娛樂台 星期一至五 09:00 - 10:00 | 台灣FOX娛樂台 星期一至五 09:00 - 10:00 | 台灣FOX娛樂台 星期一至五 09:00 - 10:00 |
| -------------------------------------- | -------------------------------------- | -------------------------------------- |
|                                        | 黑糖瑪奇朵 （2013.08.20 - 2013.09.16） |                                        |
| 黑糖群俠傳 (2013.07.23 - 2013.08.19)   | 未定 （2013.09.17 - 2013.）            |                                        |

| 香港 無綫電視 J2台 星期三、四J2族時段 | 香港 無綫電視 J2台 星期三、四J2族時段    | 香港 無綫電視 J2台 星期三、四J2族時段 |
| ------------------------------------- | ---------------------------------------- | ------------------------------------- |
|                                       | 黑糖瑪奇朵 （2008.04.30 - 2008.07.03）   |                                       |
| -                                     | 花樣少年少女 （2008.07.09 - 2008.09.24） |                                       |

| 中国星空卫视 星期一至周五 下午5:00~6:00 | 中国星空卫视 星期一至周五 下午5:00~6:00 | 中国星空卫视 星期一至周五 下午5:00~6:00 |
| --------------------------------------- | --------------------------------------- | --------------------------------------- |
|                                         | 黑糖瑪奇朵                              |                                         |
| 霹靂MIT                                 | 比赛开始                                |                                         |

| 新加坡 星和都會台 星期六、日 19:00-21:00 | 新加坡 星和都會台 星期六、日 19:00-21:00 | 新加坡 星和都會台 星期六、日 19:00-21:00 |
| ---------------------------------------- | ---------------------------------------- | ---------------------------------------- |
|                                          | 黑糖瑪奇朵 （2017.01.28 - 2017.03.12）   |                                          |
| SIXTEEN （2016.12.24 - 2017.01.22）      | PRODUCE 101 （2017.03.18 - 2017.04.30）  |                                          |

| 澳門廣播電視澳門台 星期一至五 20:00-21:00 | 澳門廣播電視澳門台 星期一至五 20:00-21:00      | 澳門廣播電視澳門台 星期一至五 20:00-21:00 |
| ----------------------------------------- | ---------------------------------------------- | ----------------------------------------- |
|                                           | 黑糖瑪奇朵 （2017.03.27 - 2017.04.16）         |                                           |
| 荃加福祿壽 （2017.03.06 - 2017.03.24）    | 皆大歡喜之溏心風暴 （2017.04.10 - 2017.04.28） |                                           |